# Derdas II z Elimei
Derdas II (gr. Δέρδας, Dérdas) (V/IV w. p.n.e.) – król Elimei w latach ok. 385–360 p.n.e. Syn Sirrasa, króla Elimei.
Około r. 400 p.n.e. Archelaos I, król Macedonii, będąc w ciężkiej sytuacji w wyniku wojny z Sirrasem i Arrabajosem, dał starszą córkę królowi Elimei (Arystoteles, Polityka, 1311 b 13-14). Ten dał ją swemu synowi Derdasowi, przyszłemu królowi Elimei. Nie wiadomo kiedy objął tron po ojcu. W r. 382 p.n.e. doszło do trwającej trzy lata wojny ze Związkiem Chalkidyckim, który zajął niektóre miasta macedońskie, w tym Pellę. Sparta na prośby króla Amyntasa III Macedońskiego, przystąpiła do tej wojny. W r. 382 p.n.e., podczas bitwy jazda elizejska, najwyżej ceniona, licząca nie więcej niż czterysta osób, pokonała w zwartym szyku sześciusetosobową konnicę olintyjską. Po pokonaniu jazdy wrogów, ścigała ich przez około szesnaście kilometrów. W czasie tej wojny zginął Teleutias, brat Agesilaosa II, króla Sparty. W 379 p.n.e. po pokonaniu Olintu, Sparta postanowiła rozwiązać Związek Chalkidycki oraz przywrócić zajęte macedońskie miasta Macedonii. Największe zasługi wojenne oddał Sparcie Derdas II niż Amyntas III, który zgromadził jedynie wojsko z „przyjaciół” służących w konnicy oraz najemnej piechoty. Nieznana jest data śmierci Derdasa II. Jego następcą na tronie Elimei został syn Derdas III.

## Potomstwo
Derdas II z nieznaną z imienia żoną, córką Archelaosa I Macedońskiego, miał troje dzieci (dwóch synów i córkę):
- Derdas III (zm. po 348 p.n.e.), król Elimei
- Machatas, miał dwóch synów:
  - Harpalos (zm. 323 p.n.e.), skarbnik króla macedońskiego Aleksandra III Wielkiego, miał syna:
    - Kalas

  - Filip (zm. 325 p.n.e.), satrapa w Indiach, miał dwóch synów:
    - Antygon I Jednooki (zm. 301 p.n.e.), wódz Aleksandra Wielkiego i założyciel dynastii Antygonidów
    - Demetriusz
- Fila, żona Filipa II, króla Macedonii